# Ishmael Reed
Ishmael Scott Reed (nascut el 22 de febrer de 1938) és un poeta estatunidenc, assagista, dramaturg i novel·lista. És conegut per les seues obres satíriques que desafien la cultura política nord-americana, i en destaquen l'opressió política i cultural.
El treball de Reed sovint ha tractat de representar les oblidades perspectives africanes i afro-nord-americanes, i s'ha centrat a defensar els pobles abandonats i perspectives, amb independència dels seus orígens culturals.

## Vida i carrera
Reed nasqué a Chattanooga, Tennessee, però es crià a Buffalo, Nova York, on assistí a la Universitat de Buffalo, una organització privada universitària que va formà part del sistema estatal públic després de la seua partida. La universitat li atorgà un doctorat honoris causa el 1995.
El 1998, Reed va parlar sobre les seues influències en una entrevista: "Probablement he estat més influenciat pels poetes que pels novel·listes -els poetes Harlem Renaissance, el poetes beat, l'americana surrealista Ted Joans. Els poetes han d'estar més en sintonia amb l'originalitat; començar amb les línies i les associacions de l'escriptor en prosa no se li ocorreria ".
Es traslladà a Nova York el 1962 i va cofundar amb Walter Bowart l'East Village Other, una publicació coneguda. Era també membre dels poetes Umbra, una organització entre els membres de la qual hi havia alguns que va col·laborar amb el Black Arts Movements i va promoure una estètica negra, tot i que Ishmael Reed mai va participar en aquest moviment.
El 2005, Reed es retira de l'ensenyament a la Universitat de Califòrnia, Berkeley, on havia ensenyat durant trenta-cinc anys. Actualment viu a Oakland, Califòrnia, amb la seua esposa, Carla Blank, autora, coreògrafa i directora. Ishmael Reed va fer una aparició com a ponent plenari al 2008 &NOW Festival, a la Universitat de Chapman. El bloc de Reed apareix en www.sfgate.com.

## Obres publicades
- The Freelance Pallbearers (1967)
- Yellow Back Radio Broke-Down (1969)
- Mumbo Jumbo (1972)
- The Last Days of Louisiana Red (1974)
- Flight to Canada (1976)
- The Terrible Twos (1982)
- Reckless Eyeballing (1986)
- The Terrible Threes (1989)
- Japanese by Spring (1993)
- Juice! (2011)
- Conjugating Hindi (2018)
- The Terrible Fours (2021)
- The Man Who Haunted Himself (2022)

També ha publicat sis col·leccions de poesia, entre aquestes Poemes nous i seré, 1964-2007, vuit col·leccions d'assaigs, el més recent Barack Obama i la premsa Jim Crow: la tornada dels Breakers Nigger (2010), una farsa, Cab Calloway es troba a la Lluna o l'Hexorcism de Noxon Awful D (1970), un llibret, Parc de Getsemaní, una col·lecció de mostres, The Reader Reed (2000), dos relats de viatges, dels quals el més recent és City Blues: A Walk in Oakland (2003), i sis obres de teatre, recollides per Dalkey Archive Press en Ishmael Reed, les obres de teatre (2009).
També ha editat tretze antologies, la més recent de les quals és POW WOW, Traçant les línies de falla de l'American Experience-Short Fiction, des de llavors fins ara (2009), una col·lecció de l'obra de 63 autors, coeditada amb Carla Blank, que abasta més de 200 anys de la literatura nord-americana. Reed al seu "pròleg", l'anomena "una trobada de veus de les tribus diferents". També publicà l'antologia Des de Tòtems de Hip-Hop: una antologia de la poesia multicultural a les Amèriques, 1900-2002 (2003), en què Reed fa seua una definició oberta de la poesia americana com una fusió, que hauria d'incloure el treball del tradicional cànon occidental d'influència europea en la poesia americana, així com el treball dels immigrants, artistes de la cultura hip-hop, i nadius americans.
Des de principis de 1970, Ishmael Reed ha defensat el treball d'altres escriptors, fundant i treballant com a director i editor de diverses editorials petites i revistes. El seu segell editorial actual és Ishmael Reed Publishing Company, i la seua revista literària en línia, Konch, inclou poesia, assaig i ficció. El seu primer acte es realitzà al Kennedy Millennium Center Hall, a Washington, DC, el 14 de novembre de 2010.

## Honors i premis
Dos dels seus llibres han estat nominats per al Premi Nacional del Llibre i un llibre de poesia, Conjur, va ser nominat per al premi Pulitzer. El seu New and Collected Poems, 1964-2007 va rebre la medalla d'or del Club Commonwealth de Califòrnia. Un poema escrit a Seattle el 1969, "Beware Do Not Read This Poem", ha estat identificat per la companyia Gale Research com un dels 20 poemes que professorat i bibliotecaris més sovint estudien en cursos de literatura. Els poemes, assaigs i novel·les de Reed han estat traduïts al francés, alemany, italià, japonés, hongarés, etc. El 1998, va rebre com a premi una beca de la fundació John D. i Catherine T. MacArthur. El 1999, rebé el Premi Fred Cody pel llibre Àrea de la badia, i fou inscrit al Saló de la Fama d'Escriptors d'Ascendència Africana a la Universitat Estatal de Chicago. Altres premis en són: René Castillo Otto de Teatre Polític (2002), el Premi de Phillis Wheatley del Llibre Harlem Fair (2003), i el 2004, el Premi Robert Kirsch, de Los Angeles Times Book Prize, a més de l'Escriptura de Projectes de l'Àrea de DC pel segon exemplar anual del Premi i el Martin Millennial Writers, Inc., entre d'altres.

## Música
Els texts i lletres d'Ishmael Reed s'han incorporat o integrat amb música d'Albert Ayler, David Murray, Allen Toussaint, Carman Moore, Taj Mahal, Olu Dara, Lester Bowie, Carla Bley, Steve Swallow, Ravi Coltrane, Leo Nocentelli, Eddie Harris, Anthony Cox (músic), Don Pullen, Billy Bang, Bobby Womack, Milton Cardonna, Omar Sosa, Fernando Saunders, Yosvanni Terry, Jack Bruce, Little Jimmy Scott, Robert Jason, Alvin Youngblood Hart, Mary Wilson de the Supremes, Cassandra Wilson i altres.
Ell ha col·laborat en “Conjure Proyects”, produït per Kip Hanrahan en American Clavé: “Conjure Me” (1984) i Conjure II (1988), que van ser reeditats per Rounder Records el 1995, i “Conjure Bad Mouth” (2005), les composicions del qual les feren en viu en presentacions de la banda Conjure, de 2003 a 2004, incloent-hi els compromisos de París Banlieues 'Bleues, Barbican de Londres, i el Café Blue Note de Tòquio.
The “Village Voice, classificat com l'àlbum “Conjure” 2005 com un dels quatre millors àlbums de paraula editats el 2006. El 2008, Reed va ser distingit com a compositor de Blues de l'Any en els Premis del Saló de la Fama de West Coast Blues. Un disc de David Murray llançat el 2009, The Devil Tried to Kill Me, inclou dues cançons amb lletra de Reed: "Afrika", cantat per Taj Mahal, i el títol de la cançó realitzat per SF-raper Sista Kee. L'11 de setembre de 2011, en un concert de Jazz à la Villette a la Grande Halle de París, la Red Bull Music Academy World Tour estrenà tres cançons amb lletra d'Ishmael Reed, interpretades per Macy Gray, Tony Allen, membres de The Roots, David Murray i el seu Big Band, Amp Fiddler i Fela! El 2007, va fer el seu debut com a pianista de jazz i director d'orquestra amb For All We Know del Quintet Ishmael Reed.

## Fundació Before Columbus
Ishmael Reed és el creador de la "Before Columbus Foundation", que des de 1980 ha presentat anualment els Premis American Book, el capítol d'Oakland PEN, i There Cinema City, una organització que promou la distribució i discussió de pel·lícules per tot el món.

### Novel·les
- The Freelance Pallbearers, 1967
- Yellow Back Radio Broke-Down, 1969
- Mumbo Jumbo (novell)|Mumbo Jumbo, 1972
- The Last Days of Louisiana Red, 1974
- Flight to Canada, 1976
- The Terrible Twos, 1982
- Reckless Eyeballing, 1986
- The Terrible Threes, 1989
- Japanese by Spring, 1993
- Juice!, 2011

### Poesia, obres de teatre i no-ficció
- Catechism of d neoamerican hoodoo church, 1969
- 19 Necromancers From Now, 1970
- Cab Calloway Stands in for the Moon or D Hexorcism of Noxon D Awful, 1970
- Neo-HooDoo Manifesto, 1972
- Conjuri: Selected Poems, 1963–1970, 1972
- Chattanooga: Poems, 1973
- Califia: The Califòrnia Poetry, 1978
- Yardbird Lives!, 1978
- A Secretary to the Spirits, illustrated by Betye Saar, 1978
- Shrovetide in Old #New Orleans: Essays, 1978
- God Made Alaska for the Indians: Selected Essays, 1982
- CONJURE: Music for the Texts of ISHMAEL REED, American Clau Music, 1984, 1995
- New and Collected Poetry, 1988
- Writing is Fighting: Thirty-Seven Years of Boxing on Paper, 1988
- CONJURE: Cab Calloway Stands In For The Moon, American Clau Music, 1988, 1995
- The Before Columbus Foundation Fiction Anthology, Selections from the American Book Awards 1980–1990, 1991
- Airing Dirty Laundry, 1993
- Conversations with Ishmael Reed, ed. Bruce Dick and Amritjit Singh, 1995
- Oakland Rhapsody, The Secret Soul Of An American Downtown, with photographs by Richard Nagler, 1995
- The HarperCollins Literary Mosaic Sèries, General Editor of 4 anthologies edited by Gerald Vizenor, Shawn Wong, Nicolas Kanellos and Al Young, 1995–1996
- MultiAmerica, Essays on Cultural Wars and Cultural Peace, 1997
- Gethsemane Park, libretto; Carman Moore, composer (premiere, Berkeley Black Repertory Theater, 1998)
- The Reed Reader, 2000
- Blues City: A Walk in Oakland, 2003
- Another Day at the Front, Dispatches from the Race War, 2003
- From Totems to Hip-Hop: A Multicultural Anthology of Poetry Across the Americas, 1900–2001, 2003
- CONJURE: Bad Mouth, American Clau Music, 2005
- New and Collected Poems, 1964-2006, 2006 (hardcover); New and Collected Poems, 1964-2007, 2007 (paperback)
- Sacred Ground, Justin Time Records, by David Murray and Black Saint Quartet, including Reed's texts for the title song and "The Prophet of Doom," both sung by Cassandra Wilson, 2007
- Mixing It Up: Taking on the Mitjana Bullies and Other Reflections, 2008
- POWWOW, 63 Writers Address the Fault Lines in the American Experience, short fiction anthology edited with Carla Blank, 2009
- Ishmael Reed, THE PLAYS, including Mother Hubbard, Savage Wilds, Hubba City, The Preacher and the Rapper, The C Above C Above High C, and Bodi Parts, 2009
- The Devil Tried to Kill Me, Justin Time Records, by David Murray and The Gwo Ca Masters, including Reed's texts for "Africa" sung by Taj Mahal and the title song, sung by Sista Kee, 2009
- Barack Obama and the Jim Crow Mitjana: The Return of the “Nigger Breakers”, 2010
- Going Too Far: Essays About America's Nervous Breakdown, available September 1, 2012
- The Fighter and the Writer: Two American Stories, senar-fiction, forthcoming from Random House